# Kantongerecht Medemblik

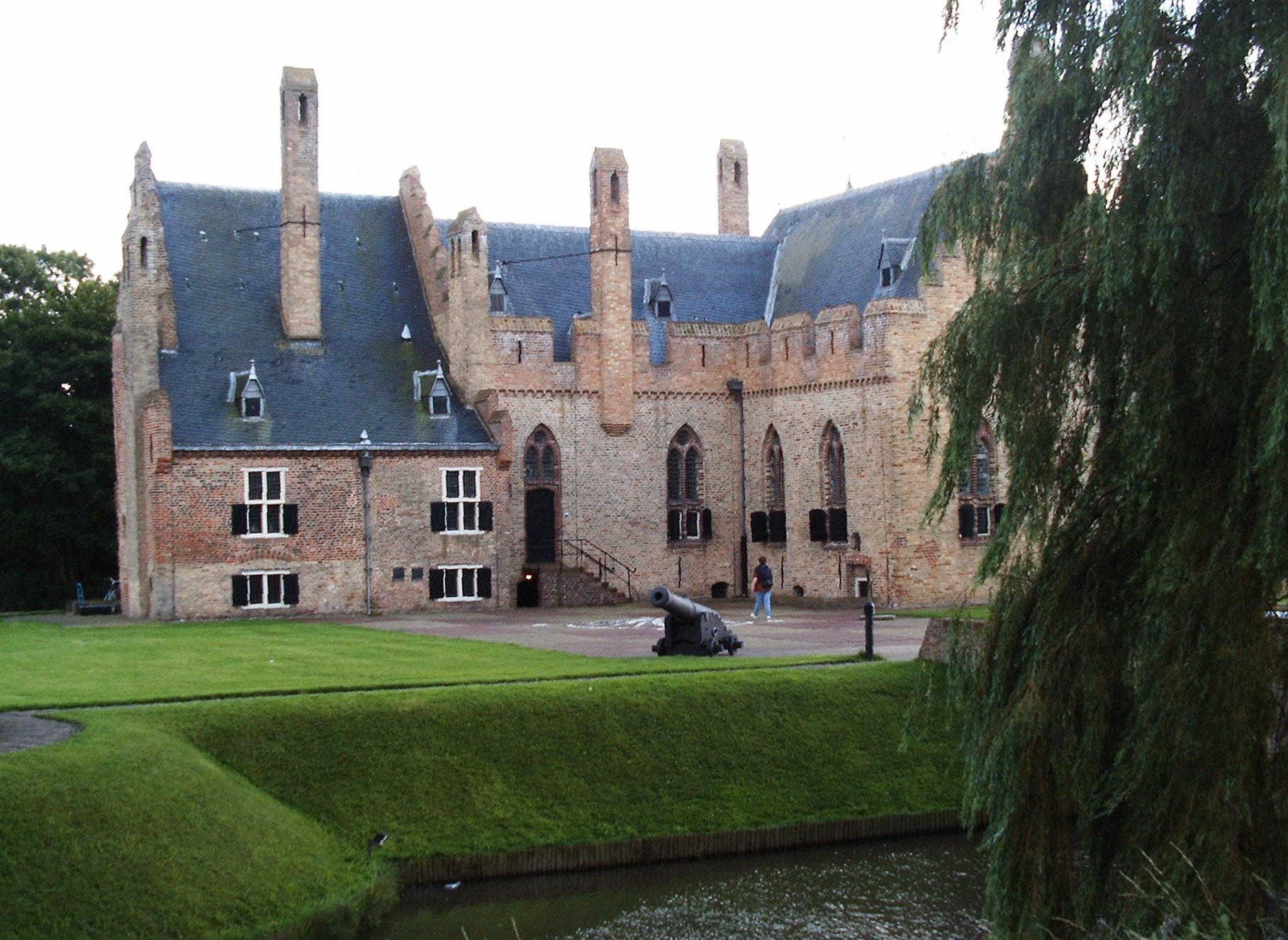
Het kantongerecht was gevestigd in het kasteel Radboud

Het kantongerecht Medemblik was van 1838 tot 1934 een van de kantongerechten in Nederland. Bij de oprichting was Medemblik het derde kanton van het arrondissement Hoorn. Het gerecht kreeg in 1895 de beschikking over een zittingszaal in het kasteel Radboud.